# 砧

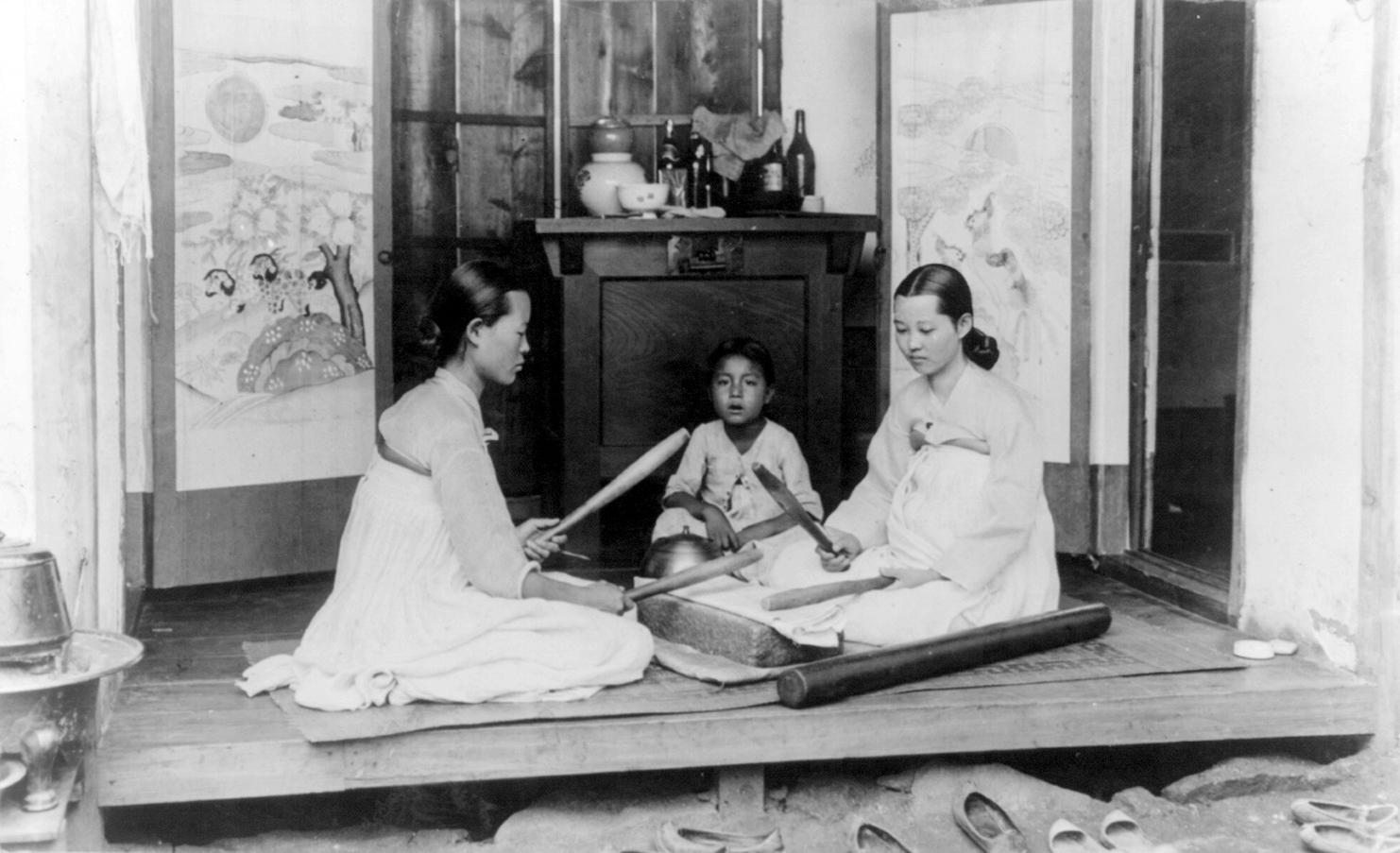
砧を打つ朝鮮人女性

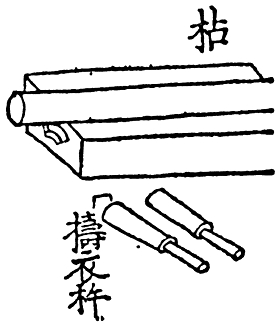
『和漢三才図会』にある砧の挿絵。「枮」は木製のきぬたを表す

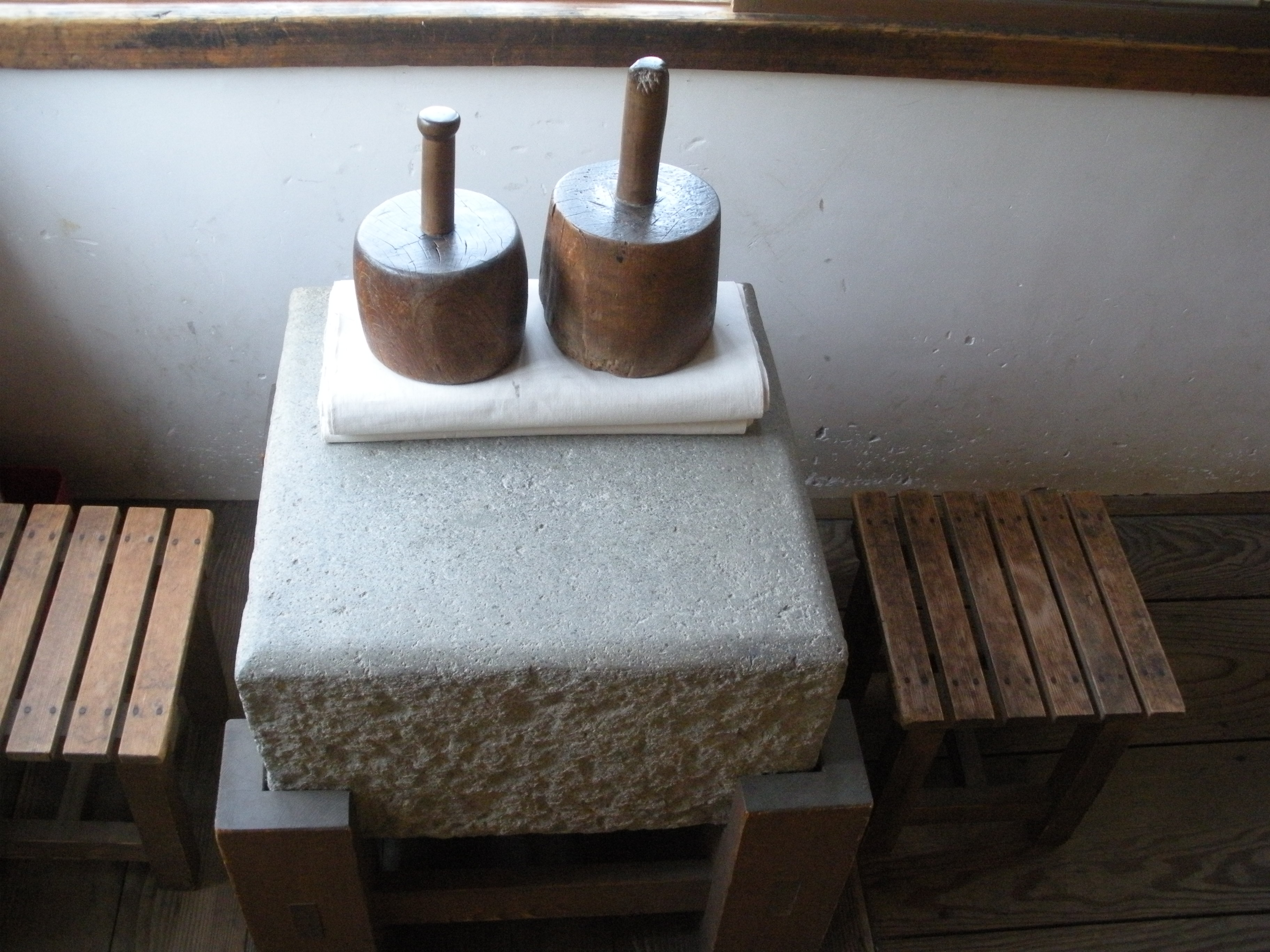
砧石の上に置かれた布と杵。北海道札幌市厚別区「北海道開拓の村」で撮影

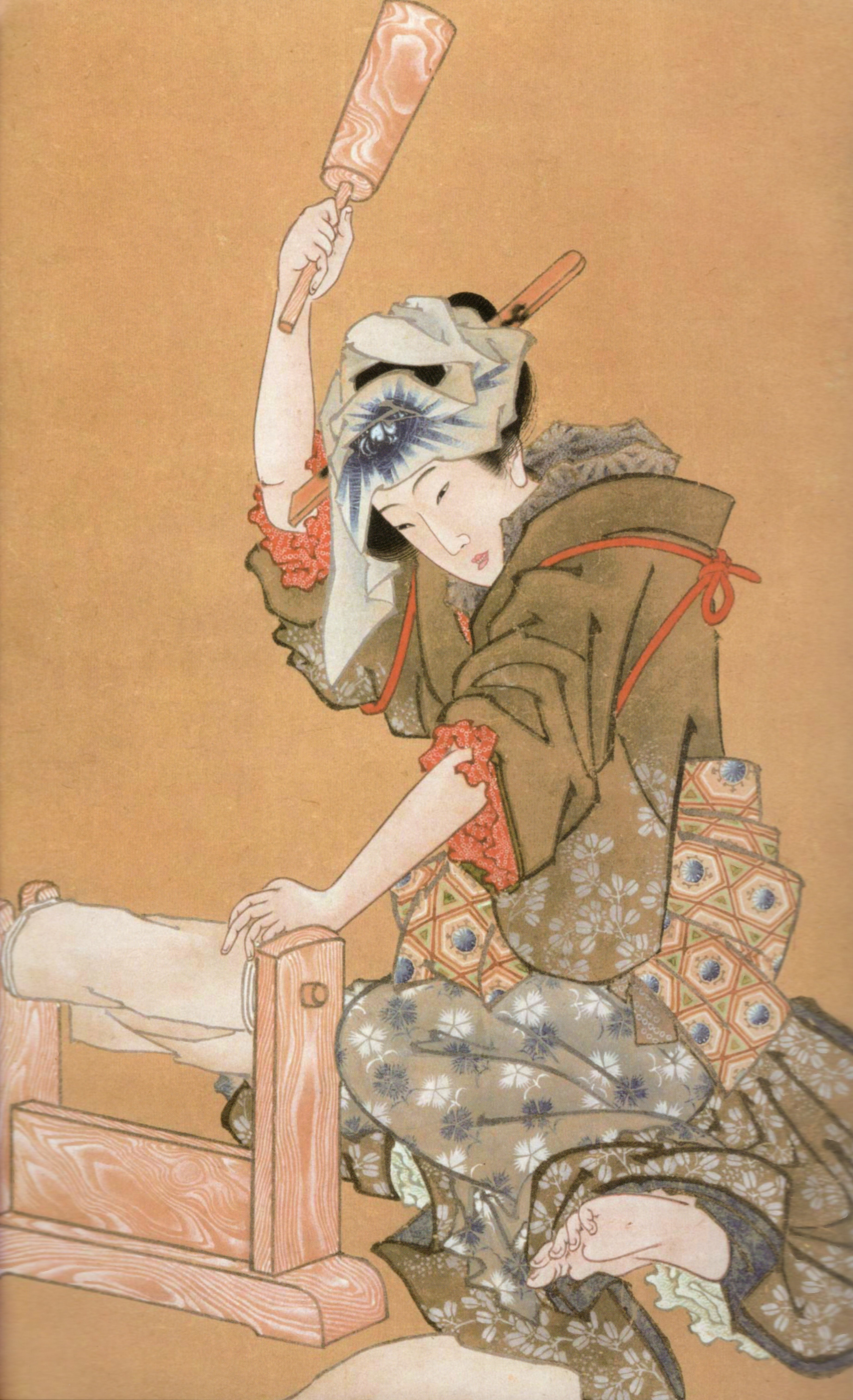
葛飾応為『月下砧打美人図』（部分）より、砧を打つ女性

砧（きぬた）は、洗濯した布を生乾きの状態で台にのせ、棒や槌でたたいて柔らかくしたり、皺をのばすための道具。また、この道具を用いた布打ちの作業を指す。古代から伝承された民具であり、古くは夜になるとあちこちの家で砧の音がした。その印象的な音は多くの和歌にも詠まれまた数多くの浮世絵の題材とされてきた。日本の家庭では、炭を使うアイロンが普及した明治時代には廃れたが、朝鮮では1970年代まで使われていた。現在では完全に廃れている。

## 概要
厚布を棒に巻き付け、その上に織物の表を内側にして巻き付け、さらに外側を厚手の綿布で包み、これを木の台に乗せ、平均するように槌（つち）で打つのである。上記の用法の他、装束に使う絹布などは糊がついておりこれを柔らかくし、光沢を出すために砧で打つことが行われる。こうしてできた衣を打衣といい、女房装束に用いられる。古来は単衣のすぐ上五衣の上、中古以来は順番が異なり表着のすぐ下に着られるものになる。
和語の語源は「キヌイタ（衣板）」に由来するといわれる。衣を打つのに用いた石の台。または草を打って柔らかくするのに用いる石のこと。台のほうが「きぬた」であり棒のことではない。叩く棒が「きぬた」とされがちだが、これは「杵：きね」との混同であり、棒は「砧杵（チンショ）：きぬたのきね」である。民具としては木製のものが普及していた。表記としては、材質にかかわらず「砧」が使われたが、木製のものに「枮」が使われることもあった。また、衣を叩いて柔らかくする用途の他に、わらなどを叩いて柔らかくしてわらじなどの製品を作る際に使う棒も「きぬた」と呼ばれがちだが、この叩く棒だけを指す場合、正しくは「横槌：ヨコヅチ」である。

## 文化

### 漢詩
曹毗の「夜聽擣衣」、庾信の「秋砧調急節」、古樂府の「藁砧今何在」など、古くから漢詩に詠まれ、晩秋の風物誌であった
白居易にも「聞夜砧（夜の砧を聞く）」という漢詩がある。この作品は特に、白居易の詩が日本文化に与えた影響の大きさの例に漏れず、平安貴族文化における「砧」のモチーフ形成に大きな影響を与えたという（後述）。
| 聞夜砧（夜の砧を聞く） | 聞夜砧（夜の砧を聞く）                                 | 聞夜砧（夜の砧を聞く）                                             |
| 原文                   | 書き下し文                                             | 通釈                                                               |
| ---------------------- | ------------------------------------------------------ | ------------------------------------------------------------------ |
| 誰家思婦秋擣帛、       | 誰が家の思婦か秋に帛（きぬ）を擣（う）つ、             | どこの家の思い煩う婦人が絹（の衣）を打っているのだろうか、         |
| 月苦風凄砧杵悲。       | 月苦（さ）え風凄（すさまじ）く砧杵（ちんしょ）悲し。   | 月が酷く冴え凄絶な風の中、悲しげな砧を打つ音。                     |
| 八月九月正長夜、       | 八月九月 正（まさ）に長夜、                            | 陰暦八月九月、正に秋の夜長にあたって、                             |
| 千聲萬聲無了時。       | 千声万声了（や）む時なし。                             | 数限りない音のやむ間もない。                                       |
| 應到天明頭盡白、       | 応（まさ）に天明に到らば頭尽（ことごと）く白かるべし、 | 夜明けまでにもの悲しさのあまり頭髪は真っ白になってしまうであろう、 |
| 一聲添得一莖絲。       | 一声添え得たり一茎の糸。                               | 一打ち毎に一本ずつ白髪が増える（かのような思いがする）のだから。   |

また、「砧」の文字こそ書き込まれていないが、李白「子夜呉歌 秋」も同様のモチーフを詠み込んだものである
。

### 砧青磁
中国青磁の一種で南宋時代に龍泉窯で作られた青磁のうち粉青色の上手（じょうて）のものを砧手（きぬたで）と呼ぶ。砧という名称は『分類草人木』に「砧、松枝隆仙所持、天下一也、ひびき有とて砧と名付也」、
『槐記』に
| 「 | 享保十二年三月廿九日、参候、青磁の花生、これも拝見して見をぼゆべし、きぬた青磁の至極也、是は大猷院殿より東福門院へ進ぜられ、東福門院より後西院へ進ぜられ、後西院より此御所へ進ぜられし物也、後西院の勅銘にて千声と号す、擣月千声又万声と申す心にやと申上ぐ、左あるべしとの仰也、是に付て陸奥守にある、利休が所持のきぬたの花生は、前の方にて大にひヾきわれありて、それをかすがいにてとじてあり、利休が物ずきとは云ながら、やきものにかすがいを打こと、心得がたきことなり、景気にてもあるべきか、此われのある故に、利休がきぬたと名付けるとなん、響あると云こヽろ也と仰也 | 」 |

とある。これらは白居易の『聞夜砧』（あるいはそれを元にした平安文学･文化）を見立てとして銘々したとの説である。
形状からの見立て説としては、世阿弥の作った能「砧」の演目中で、これを演じるシテが手にもつ槌（つち）の形と龍泉窯青磁の花瓶が似ていたことから砧青磁と呼ぶようになったとするものがある。

### 能
『砧』は、世阿弥作といわれる能楽作品。成立は室町時代。『申楽談儀』に曲名が出ており『糺河原勧進猿楽記』には音阿弥による上演記録がある。夫の留守宅を守る妻の悲しみが描かれており、詞章、節づけともに晩秋のものがなしさを表現して、古来人々に好まれてきた能である。